# 미국 노동통계국

로고

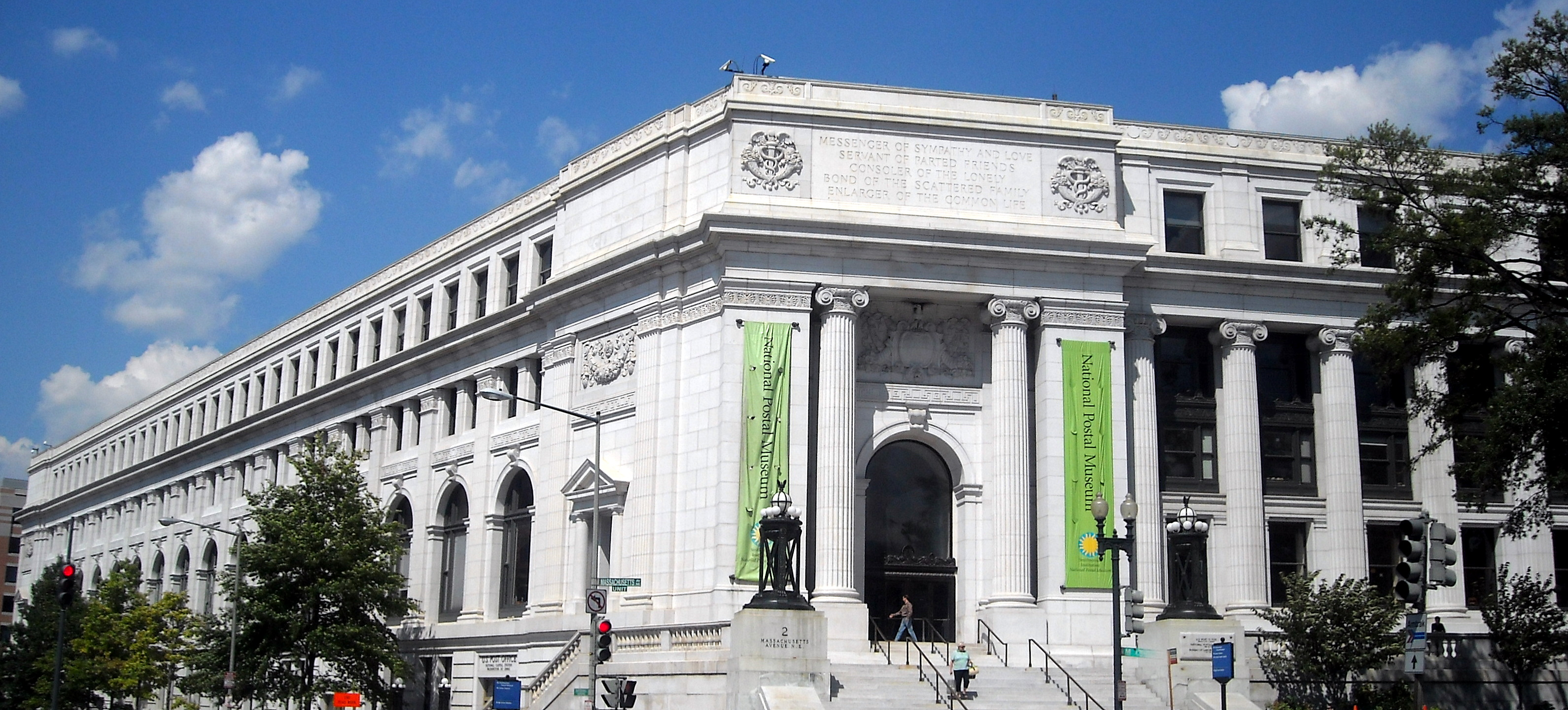
워싱턴 D.C.에 위치한 우체국 광장 빌딩. 2024년까지 미국 노동통계국의 본부였다.

미국 노동통계국(영어: Bureau of Labor Statistics, BLS)은 미국 노동부 소속 기관이다. 노동경제학 및 통계학 분야에서 미국 연방 정부의 주요 사실조사 기관이며 미국 연방 통계 시스템의 주요 기관 역할을 한다. 노동통계국은 미국 국민, 미국 의회, 기타 연방 기관, 주 및 지방 정부, 기업 및 노동계 대표에게 필수적인 통계 데이터를 수집, 처리, 분석 및 배포한다. 또한 노동통계국은 미국 노동부의 통계 자료로도 활용되며, 가족이 만족스러운 삶의 질을 유지하는 데 필요한 소득 수준을 측정하는 연구를 수행한다.
노동통계국의 데이터는 현재 사회경제적 문제와의 관련성, 급변하는 경제 상황을 반영하는 시의성, 정확하고 일관되게 높은 통계적 품질, 주제 및 표현의 공정성, 모두에게 접근 가능성을 포함한 여러 기준을 충족해야 한다. 공정성의 외관을 피하기 위해 주요 데이터 발표 날짜는 미국 관리예산실과 협력하여 1년 이상 전에 미리 정해진다.

## 역사
노동통계국은 1884년 6월 27일에 미국 내무부 내에 설립되어 고용 및 노동에 대한 정보를 수집했다. 노동통계법(23 Stat. 60)에 따라 설립된 것은 미국 상원의원 헨리 W. 블레어의 "노동 및 자본 청문회"의 결과로, 미국 내 노동 문제 및 근로 조건을 조사했다. 통계학자 캐럴 D. 라이트는 1885년에 초대 미국 노동국장이 되었으며, 1905년까지 그 직책을 맡았다. 노동통계국의 연방 정부 구조 내 위치는 설립 후 첫 29년 동안 세 번 변경되었다. 1888년 6월 13일에 노동부법(25 Stat. 182)에 의해 독립 (내각 보조) 부서로 설립되었다. 그 후 1903년 2월 14일에 상무부법(32 Stat. 827)에 의해 미국 상무노동부에 통합되었다. 마지막으로 1913년에 미국 노동부로 이전되었으며, 현재까지 그곳에 위치한다. 1992년부터 노동통계국은 유니언역 (워싱턴 D.C.) 근처의 우체국 광장 빌딩에 본부를 두었다. 2024년 동안 노동통계국 본부는 메릴랜드주 수트랜드의 수트랜드 연방 센터로 이전하여 미국 인구조사국 본부가 있는 같은 시설에 입주했다.
1915년부터 노동통계국은 노동 통계의 데이터와 방법론에 초점을 맞춘 저널인 《월간 노동 검토》(Monthly Labor Review)를 발행해왔다.
노동통계국은 취임일로부터 4년 임기를 수행하는 국장이 이끈다. 가장 최근의 노동통계국장은 에리카 맥엔타퍼로, 2024년 1월 11일에 미국 상원에 의해 이 직책에 인준되었다.
에리카 그로셴은 2013년 1월 2일에 미국 상원에 의해 인준되었고, 2013년 1월 29일에 제14대 노동통계국장으로 취임하여 2017년 1월 27일까지 임기를 마쳤다. 노동통계국 부국장인 윌리엄 위아트롭스키는 다음 국장인 윌리엄 비치가 취임할 때까지 국장 대행을 맡았다. 비치는 2024년 1월까지 재직했으며, 그 후 에리카 맥엔타퍼가 그를 계승했다.

## 국장 목록
노동통계국장 (1885년~현재):
| 초상화 | 국장                          | 취임일          | 퇴임일          |
| ------ | ----------------------------- | --------------- | --------------- |
|        | 캐럴 D. 라이트                | 1885년 1월      | 1905년 1월      |
|        | 찰스 P. 닐                    | 1905년 2월      | 1913년 5월      |
|        | 조지 행거 (대행)              | 1913년 5월      | 1913년 8월      |
|        | 로얄 미커                     | 1913년 8월 11일 | 1920년 6월      |
|        | 에설버트 스튜어트             | 1920년 6월      | 1932년 6월      |
|        | 찰스 E. 볼드윈 (대행)         | 1932년 7월      | 1933년 7월      |
|        | 이사도르 루빈                 | 1933년 7월      | 1946년 1월      |
|        | A. 포드 힌리히스 (대행)       | 1946년 1월      | 1946년 7월      |
|        | 아리네스 조이 위킨스          | 1946년 7월      | 1946년 8월      |
|        | 이완 클레이그                 | 1946년 8월      | 1965년 9월      |
|        | 아서 로스                     | 1965년 10월     | 1968년 7월      |
|        | 벤 버데츠키 (대행)            | 1968년 7월      | 1969년 3월      |
|        | 제프리 H. 무어                | 1969년 3월      | 1973년 1월      |
|        | 벤 버데츠키 (대행)            | 1973년 1월      | 1973년 7월      |
|        | 줄리어스 시시킨               | 1973년 7월      | 1978년 10월     |
|        | 재닛 L. 노우드                | 1979년 5월      | 1991년 12월     |
|        | 윌리엄 G. 배런 주니어 (대행)  | 1991년 12월     | 1993년 10월     |
|        | 캐서린 에이브러햄             | 1993년 10월     | 2001년 10월     |
|        | 로이스 오르 (대행)            | 2001년 10월     | 2002년 7월      |
|        | 캐슬린 우트고프               | 2002년 7월      | 2006년 7월      |
|        | 필립 론스 (대행)              | 2006년 7월      | 2008년 1월      |
|        | 키스 홀                       | 2008년 1월      | 2012년 1월      |
|        | 존 M. (잭) 갤빈 (대행)        | 2012년 1월      | 2013년 1월      |
|        | 에리카 그로셴                 | 2013년 1월 29일 | 2017년 1월 27일 |
|        | 윌리엄 J. 위아트롭스키 (대행) | 2017년 1월      | 2019년 3월      |
|        | 윌리엄 비치                   | 2019년 3월 13일 | 2023년 3월      |
|        | 윌리엄 J. 위아트롭스키 (대행) | 2023년 3월      | 2024년 1월 31일 |
|        | 에리카 맥엔타퍼               | 2024년 1월 31일 | 현임            |

## 통계 보고
노동통계국에서 발표하는 통계는 크게 네 가지 범주로 나뉜다.

### 가격
- 미국 소비자물가지수
- 생산자물가지수
- 미국 수출입 물가 지수
- 가계 지출 조사

### 고용 및 실업
- 현재 인구 조사 ("가구 조사")
  - 미국 시간 사용 조사[11]
- 현재 고용 통계[12] ("사업체 조사")
  - 급여 고용

1950년부터 2010년까지 노동통계국의 실업 측정치

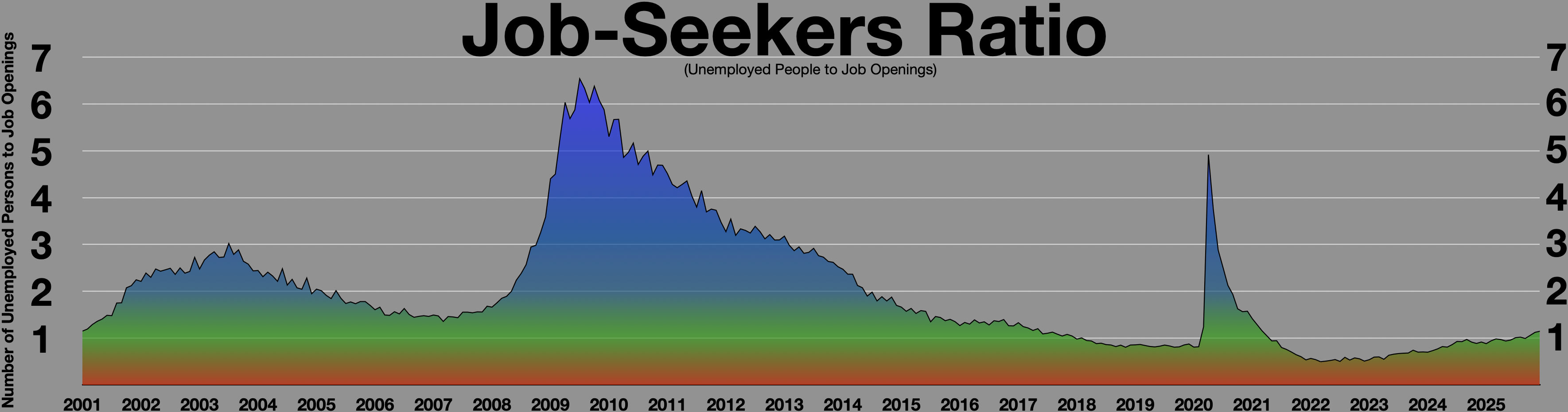
JOLTS 보고서의 구직자 비율
경직된 노동 시장
균형 잡힌 노동 시장
과열된 노동 시장

  - JOLTS 보고서 - 구인 및 이직률 조사
  - 경제지리학
  - 급여 데이터
- 지역별 실업 통계 (LAUS)[13]
  - 실업률에 따른 미국 주 목록
- 현재 고용 통계 주 및 지역 프로그램[14]
- 구인 및 이직률 조사 (JOLTS)[15]
- 분기별 고용 및 임금 조사 (QCEW)[16]
- 사업체 고용 동향 (BED) 프로그램[17]
- 10년 직업 고용 예측
- 최근까지 OES라고 불렸던 직업 고용 및 임금 통계
- 대규모 해고 통계 - 2013년 중단[18]

### 보상 및 근무 조건

연도별 미국 파업 노동자 수, 미국 노동통계국

- 국가 보상 조사
  - 고용 비용 지수
- 직장 부상 및 사망 통계[19]연도별 미국 파업 노동자 수, 미국 노동통계국

### 생산성
- 집계 및 산업별 노동 생산성[20]
- 총요소 생산성
- 주별 노동 생산성
- 쟁의 데이터

## 통계 지역
노동통계국에서 생산하는 데이터는 종종 인구조사 지역으로 알려진 주의 그룹으로 분류된다. 4개의 인구조사 지역이 있으며, 이는 다음과 같이 인구조사 구역별로 추가 분류된다.
북동부 지역
- 뉴잉글랜드 구역: 코네티컷, 메인, 매사추세츠, 뉴햄프셔, 로드아일랜드, 버몬트.
- 중부 대서양 구역: 뉴저지, 뉴욕, 펜실베이니아.

남부 지역
- 남부 대서양 구역: 델라웨어, 컬럼비아 특별구, 플로리다, 조지아, 메릴랜드, 노스캐롤라이나, 사우스캐롤라이나, 버지니아, 웨스트버지니아.
- 동남 중앙 구역: 앨라배마, 켄터키, 미시시피, 테네시.
- 서남 중앙 구역: 아칸소, 루이지애나, 오클라호마, 텍사스.

중서부 지역
- 동북 중앙 구역: 일리노이, 인디애나, 미시간, 오하이오, 위스콘신.
- 서북 중앙 구역: 아이오와, 캔자스, 미네소타, 미주리, 네브래스카, 노스다코타, 사우스다코타.

서부 지역
- 산악 구역: 애리조나, 콜로라도, 아이다호, 몬태나, 네바다, 뉴멕시코, 유타, 와이오밍.
- 태평양 구역: 알래스카, 캘리포니아, 하와이, 오리건, 워싱턴.

## 같이 보기
- 대체 고용 방식
- 미국 경제 분석국
- 산업별 진로 가이드
- Data.gov
- 경제 보고서
- 선행 지수
- 일자리 창출 지수
- 월간 노동 검토
- 국민 소득 및 생산 계정
- 직업 전망 핸드북
- 미국 인구조사국
- USAFacts

## 추가 자료
- Joseph P. Goldberg and William T. Moye, The First 100 Years of the Bureau of Labor Statistics. Bulletin No. 2235. Washington, D.C.: U.S. Government Printing Office, 1985.
- William J. Wiatrowski, "BLS at 125: Using historic principles to track the 21st-century economy". Monthly Labor Review, June 2009, pp. 3–25.